# Чемпионат Европы по академической гребле 1964
Чемпионат Европы по академической гребле 1964 года прошёл на озере Босбан в Амстердаме (Нидерланды). Сначала с 31 июля по 2 августа соревновались женщины, разыгравшие награды в пяти дисциплинах (W1x, W2x, W4x+, W4+, W8+). На следующей неделе с 6 по 9 августа мужчины выявили сильнейших во всех семи олимпийских классах лодок (M1x, M2x, M2-, M2+, M4-, M4+, M8+). Турнир носил статус открытого, поэтому кроме гребцов из европейских стран в нём участвовали представители государств, расположенных на других континентах.

## Немецкое участие
Международная федерация гребного спорта (FISA) по-прежнему не признавала ГДР и настаивала на том, чтобы на каждую дисциплину приходилось по одному немецкому экипажу. Женщины, где доминирующей стороной была Восточная Германия, провели свои отборочные испытания на Олимпийской регате в Грюнау в Берлине 24 и 25 июля 1964 года. Западная Германия не участвовала в отборочных соревнованиях в дисциплинах четвёрка без рулевого и восьмёрка. Карен Ульрих-Вольф, как и ожидалось, выиграла конкурс одиночных лодок для ФРГ. Восточная Германия выиграла соревнования в оставшихся двух классах лодок — двойка и четвёрка с рулевым.
Переговоры об отборочных соревнованиях по гребле среди мужчин были ещё более сложными, так как нужно было не только определить победителя для участия в чемпионате Европы, но и состав Объединённой германской команды на Олимпийских играх в Токио два месяца спустя. Переговоры вели президенты национальных олимпийских комитетов Западной и Восточной Германии Вилли Дауме и Хайнц Шёбель.
Напряженность ослабла, когда 10 июля было принято решение провести отдельные отборочные старты для двух международных соревнований. Было решено, что некоторые классы лодок будут соревноваться на западногерманской регате, а остальные классы лодок будут встречаться на восточногерманской. В каждой гонке стартуют четыре экипажа, по два от каждой страны. В этом случае страна-победитель будет свободна выдвигать гребцов по своему выбору для этого класса лодок, то есть не обязательно это должны быть те гребцы, которые выиграли гонку. По сравнению с женщинами, ситуация была противоположной — западногерманские гребцы исторически доминировали (в 1963 году они выиграли во всех дисциплинах).
Соревнования для двоек с рулевым, парных двоек и безрулевых четвёрок состоялись 1 августа на олимпийском гребном стадионе в Грюнау в Восточном Берлине, причём ГДР выиграла гонку в парных двойках, а ФРГ — два других класса. На следующий день в Дуйсбурге прошли отборочные соревнования среди одиночек, двоек распашных без рулевого, распашных четвёрок с рулевым и восьмёрок. Восточная Германия выиграла в одиночке (Ахим Хилл) и в двойках распашных с рулевым; три победы по сравнению с четырьмя западногерманскими были лучшим результатом Восточной Германии на тот момент.
На заседании FISA, состоявшемся в связи с мужскими соревнованиями 1964 года, восточногерманская гребная ассоциация попросила разрешить отдельным немецким командам участвовать в соревнованиях в будущем. Как и на предыдущем заседании в 1963 году, это предложение было отклонено.

## Итоги женских соревнований

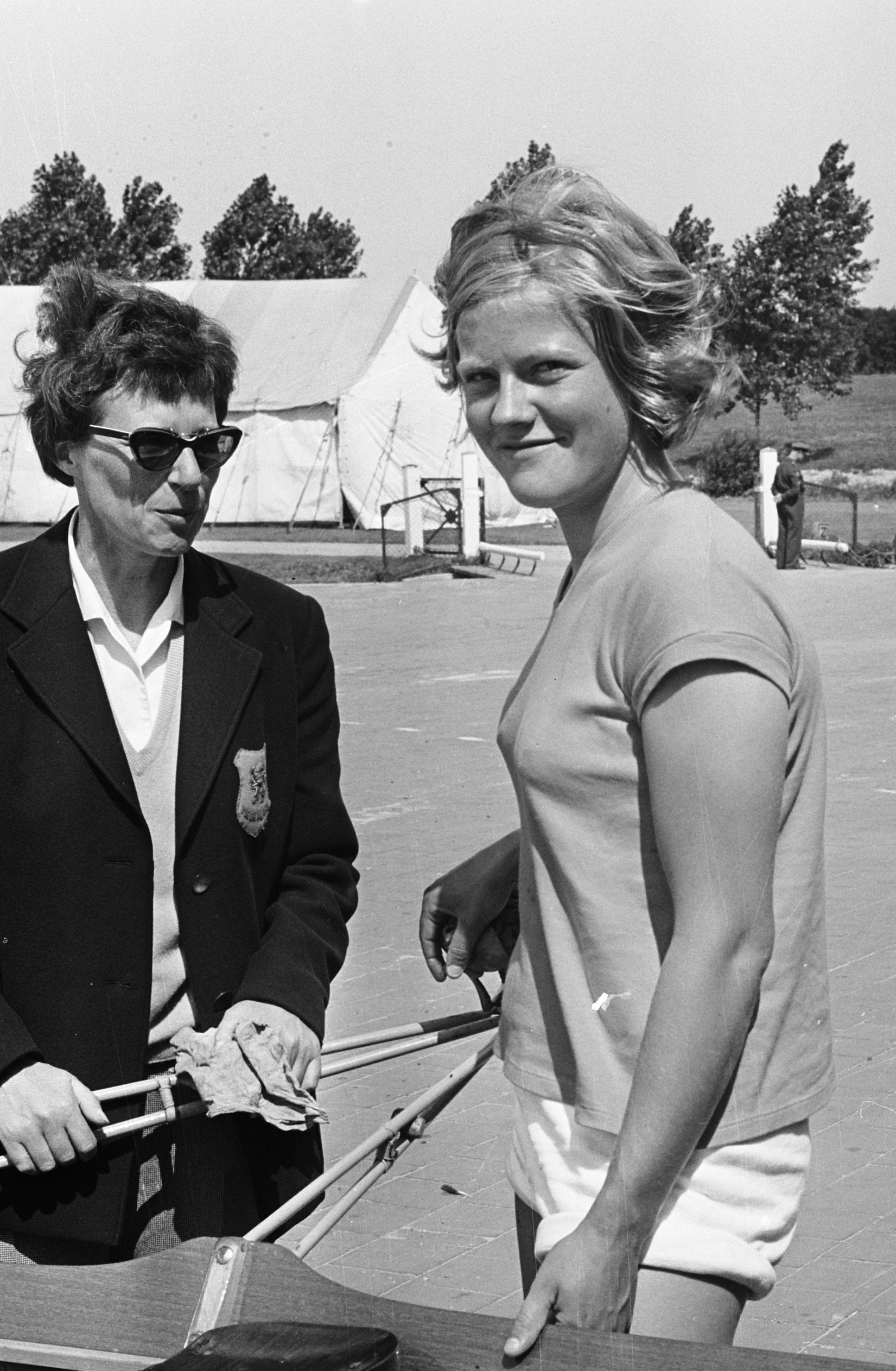
Серебряный призёр в одиночке Мейке де Влас со своим тренером

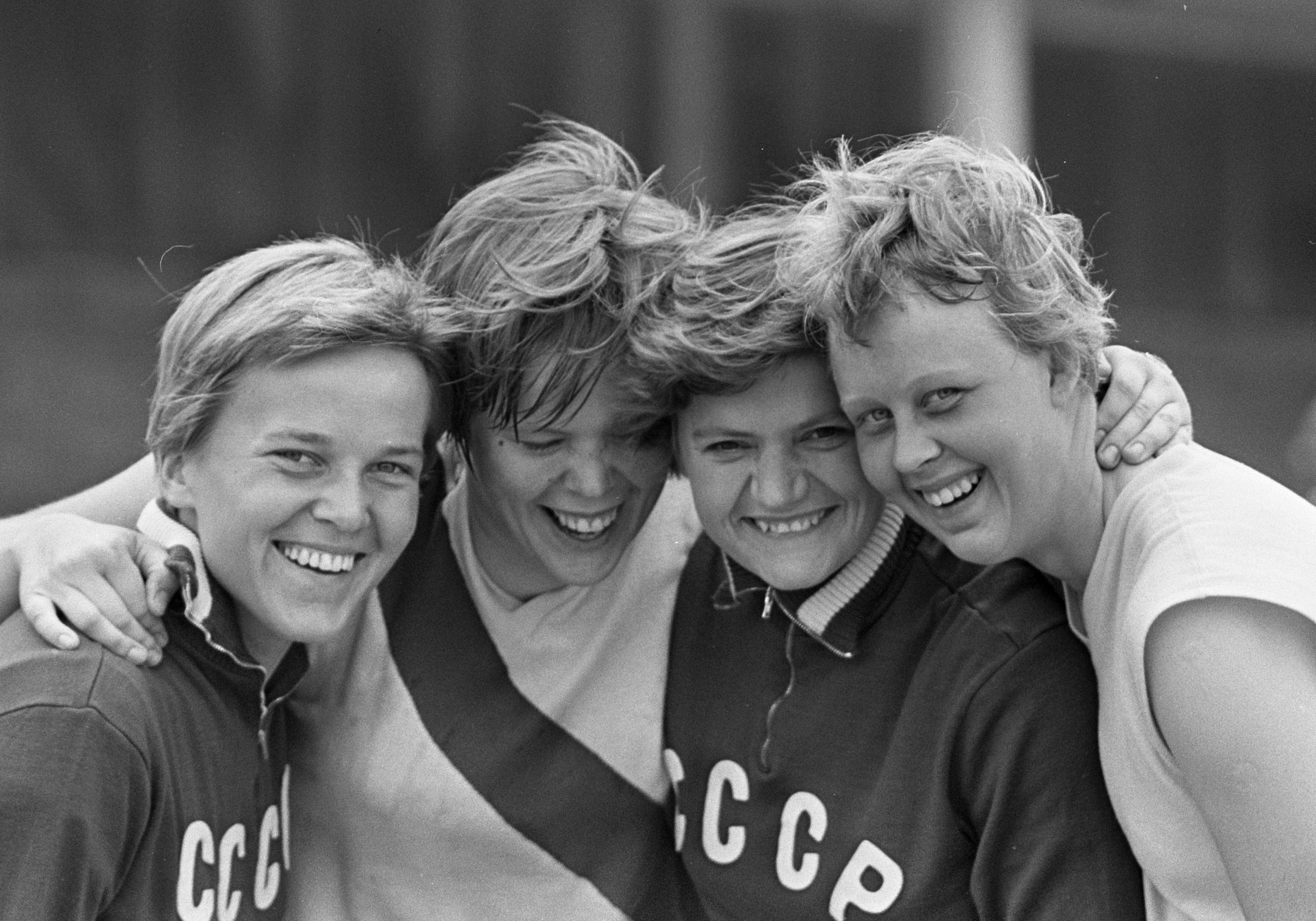
Майя Кауфмане (слева) и Дайна Малленберга (вторая справа) с двумя неопознанными гребцами

Представительницы СССР вновь стали самыми успешными в соревнованиях, завоевав три золотые медали.
| Дисциплина | Золото | Золото  | Серебро | Серебро | Бронза | Бронза  |
| ---------- | --- | ------- | --- | ------- | --- | ------- |
| W1x        | СССР · Галина Константинова | 3:44,70 | Нидерланды · Мейке де Влас | 3:45,17 | Чехословакия · Алена Постлова | 3:47,06 |
| W2x        | СССР · Майя Кауфмане · Дайна Малленберга | 3:32,43 | Чехословакия · Алена Постлова · Магдалена Шарбохова | 3:34,70 | Венгрия · Анна Домонкош · Мария Пекановиц | 3:38,23 |
| W4x+       | ГДР · Ренате Бёслер · Хельга Кольбе · Антье Тисс · Ханнелоре Гёттлих · Криста Бём (р)                                                                            | 3:22,11 | СССР · Айно Милодан · Нелли Чернова · Раиса Коротаева · Вера Алексеева · Валентина Туркова (р) | 3:23,61 | Нидерланды · Марьо Беннинк · Марианне ван Бейнум · Алида Блом · Рут де Кантер · Дитте Симонс (р)                                                                    | 3:28,54 |
| W4+        | СССР · Нина Шаманова · Элла Сергеева · Валентина Терехова · Жанна Тумилович · Валентина Тимофеева (р)                                                            | 3:35,19 | ГДР · Бригитте Амм · Эрика Вундерлих · Гезине Янсен · Ингрид Фишер · Урсула Юрга (р) | 3:39,91 | Румыния · Юлиана Булуджою · Флорика Гюзеля · Эмилия Ригард · Ана Тамаш · Штефания Борисов (р)                                                                       | 3:40,20 |
| W8+        | ГДР · Барбара Мюллер · Ингрид Граф · Хильде Амеланг · Кристиане Мюнцберг · Ирмгард Бренденал · Ютта Дитрих · Бригитте Ринтиш · Марианне Мевес · Эльфриде Диц (р) | 3:10,63 | СССР · Алла Переворухова · Ирена Бачюлите · София Коркутите · Леокадия Семашко · Алдона Климавичюте · Мариона Памаускайте · Станислава Бубулите · Геновайте Стригулайте · Валентина Тимофеева (р) | 3:13,77 | Румыния · Юлиана Булуджою · Флорика Гюзеля · Ана Тамаш · Мария Тринкс · Мариана Лимпеде · Вьорика Молдован · Эмилия Ригард · Олимпия Мошняга · Анджела Пэунеску (р) | 3:19,96 |

## Итоги мужских соревнований

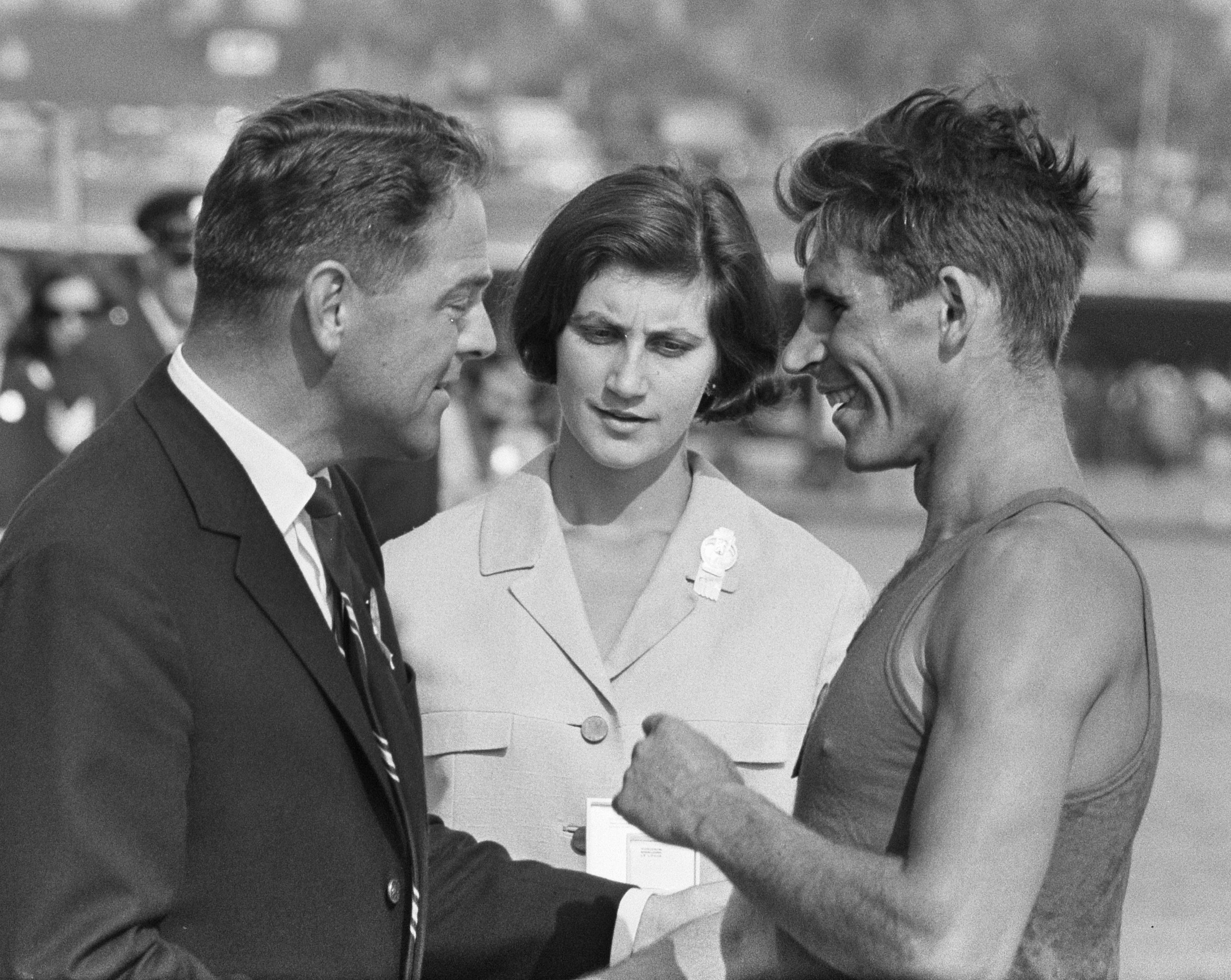
Президент FISA Томас Келлер поздравляет Вячеслава Иванова с победой в одиночке

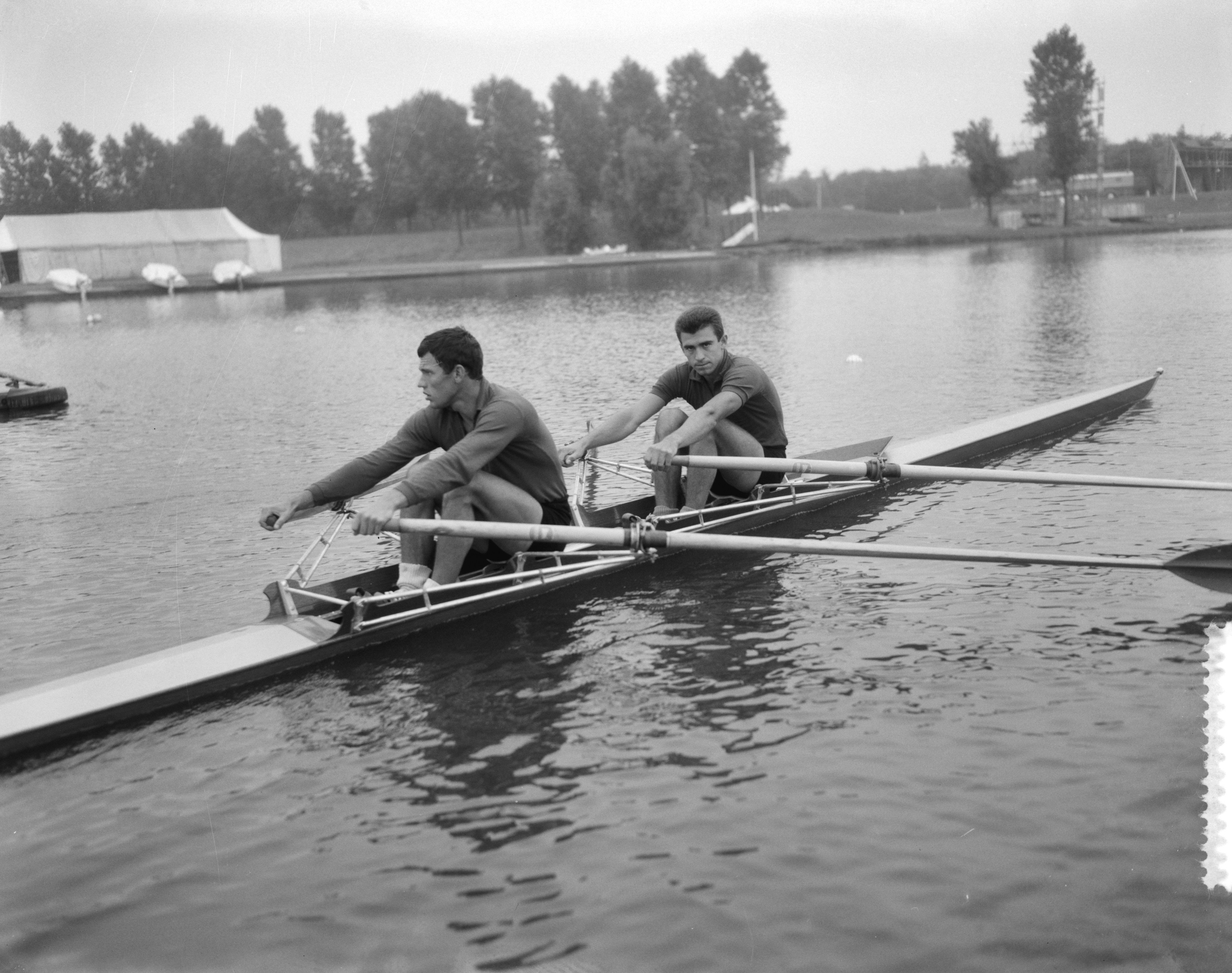
Олег Тюрин и Борис Дубровский — победители в классе двоек парных

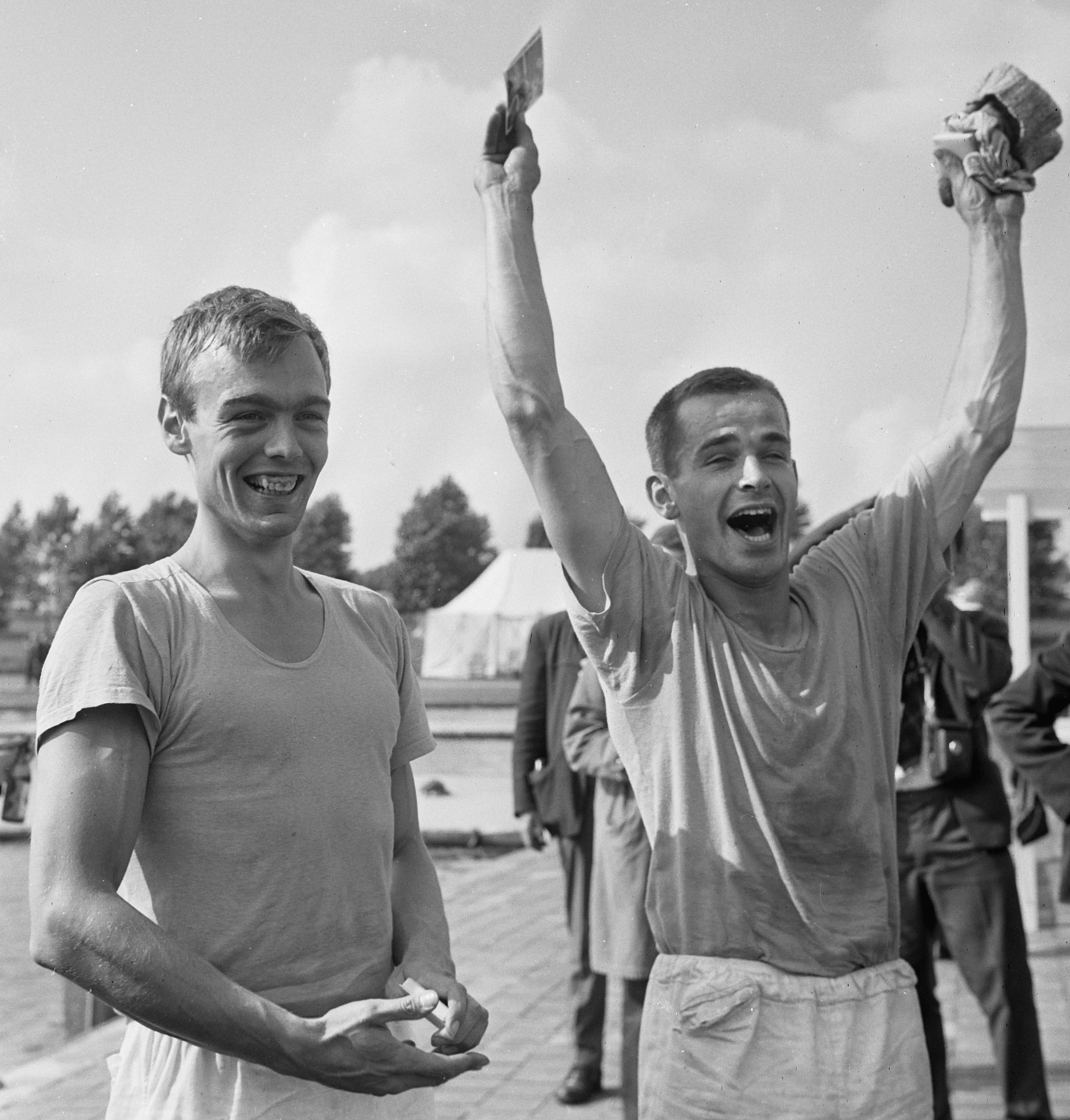
Эрнст Венеманс и Стевен Блайссе — победители в классе двоек распашных без рулевых

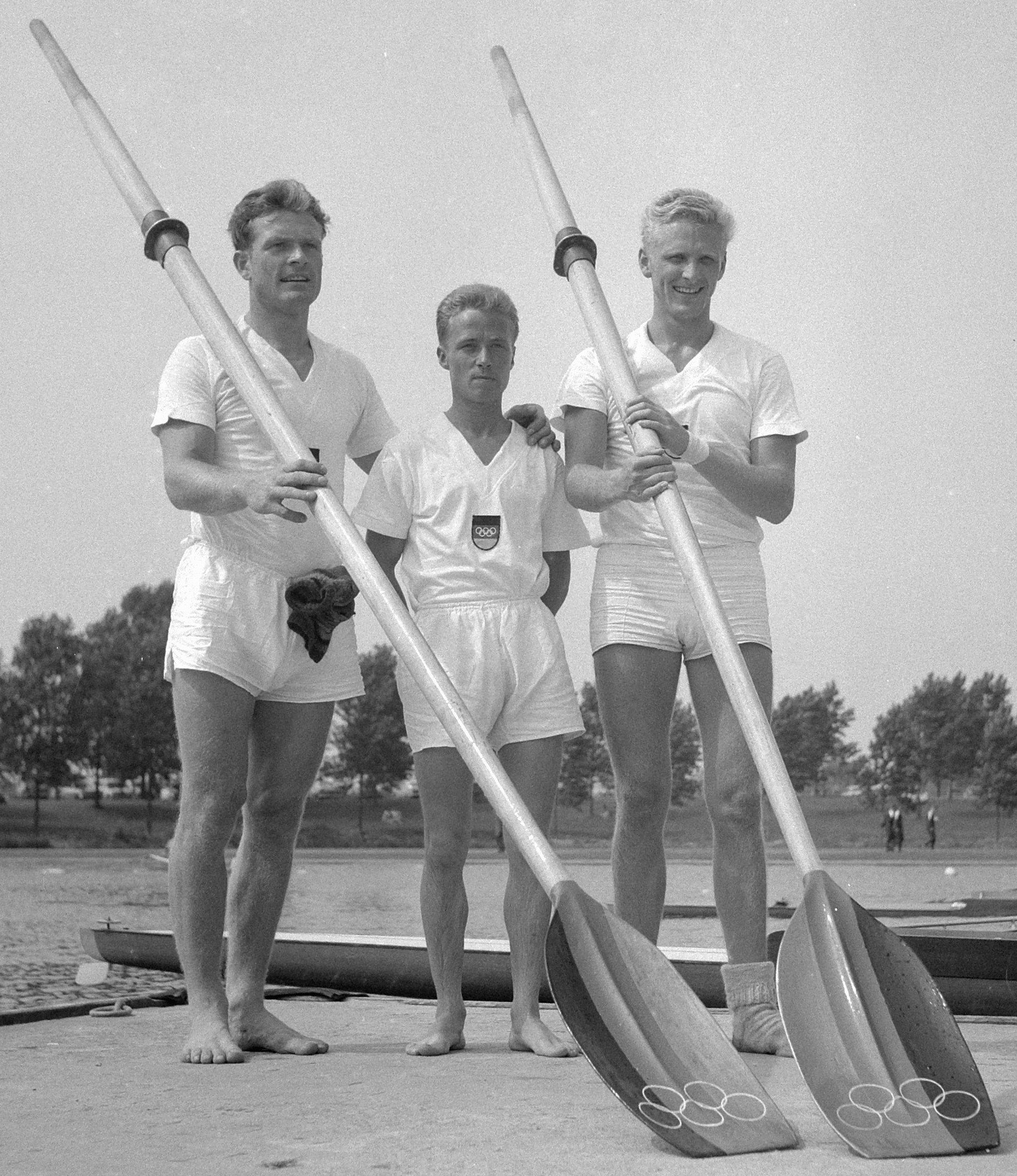
Гюнтер Бергау, Карл-Хайнц Даниловски и Петер Горны – победители в классе двоек распашных с рулевыми

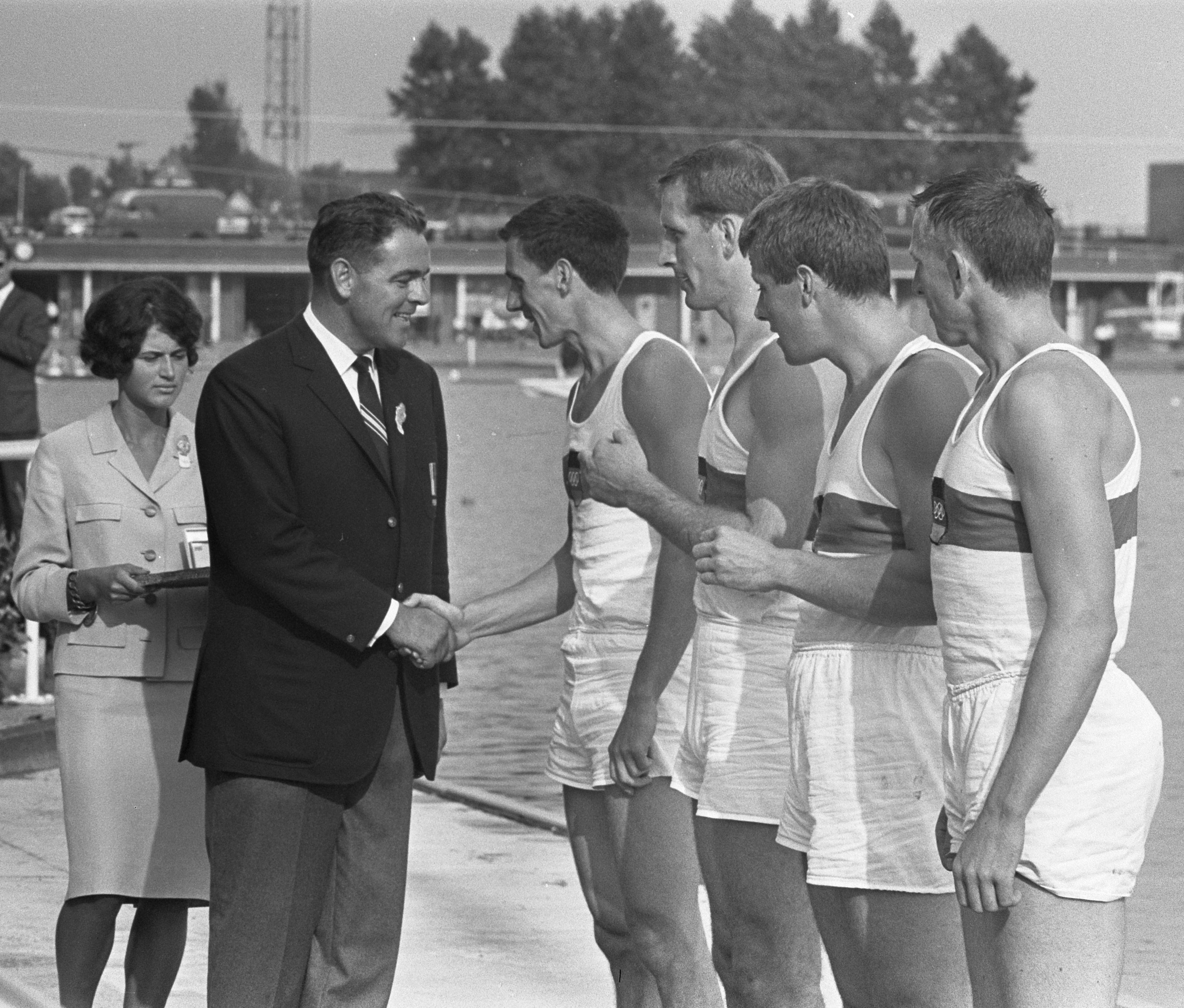
Томас Келлер поздравляет победителей в классе четвёрок без рулевого Гюнтера Шроерса, Хорста Эфферца, Альбрехта Мюллера и Манфреда Мисселхорна

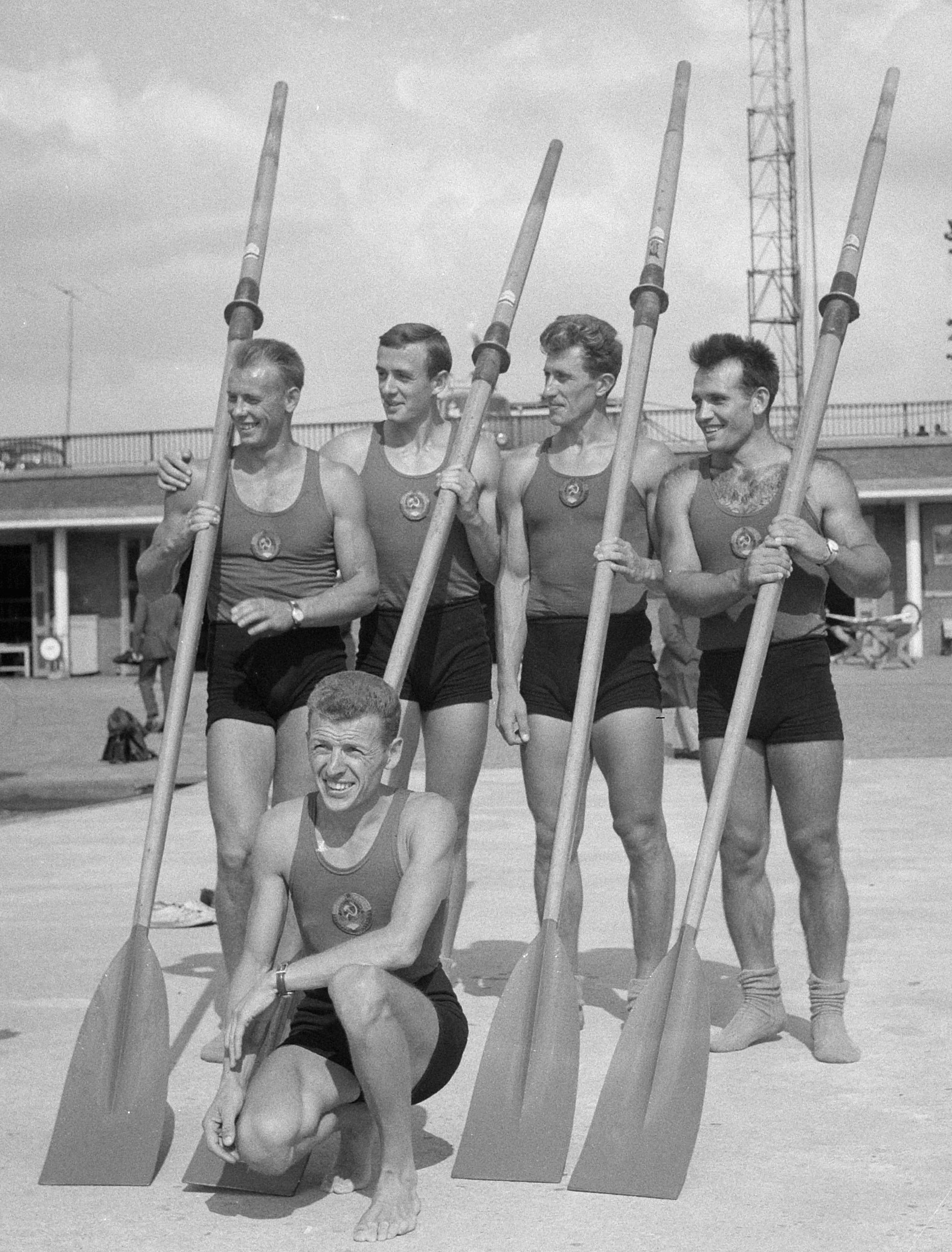
Советская четвёрка с рулевым

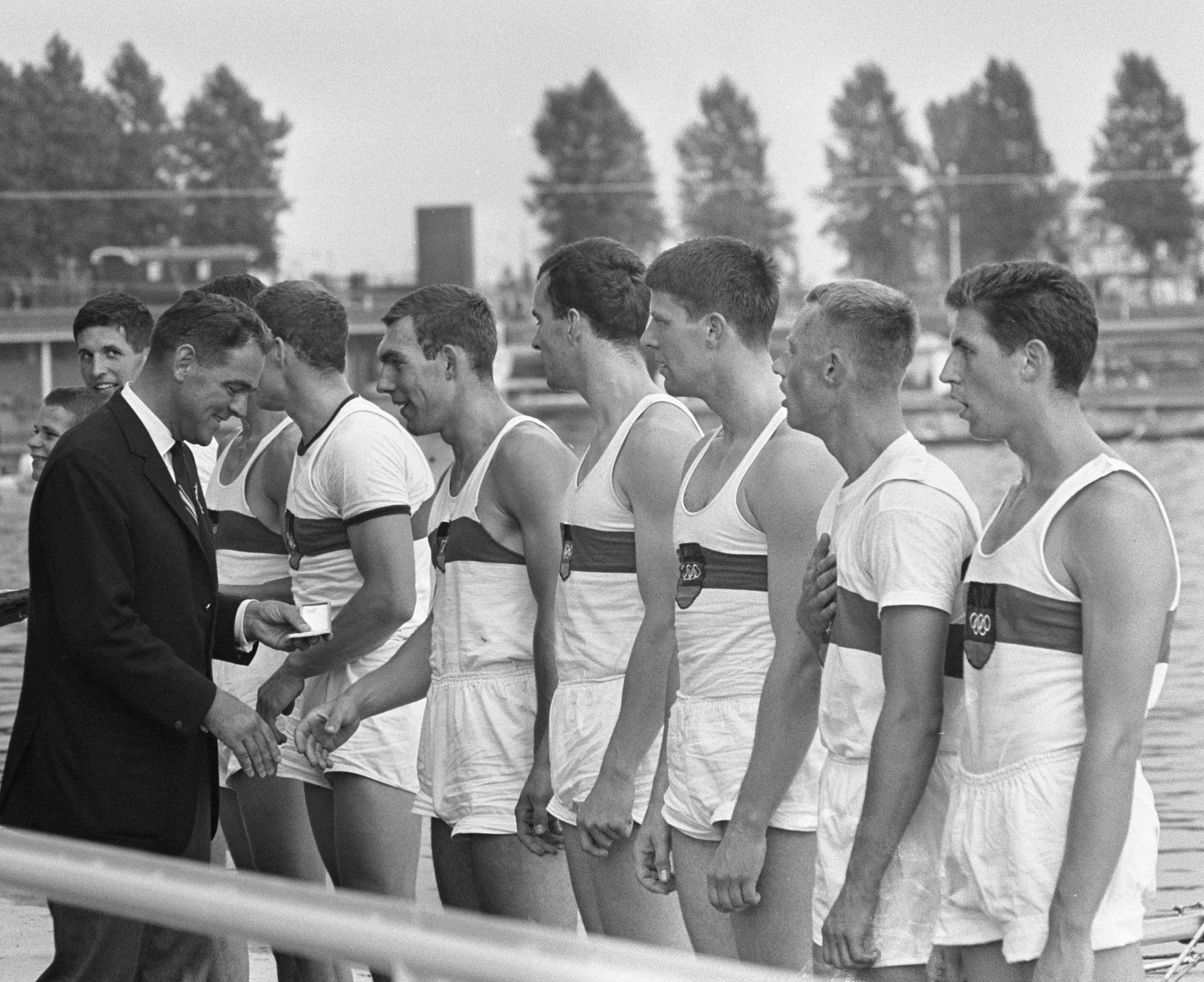
Томас Келлер поздравляет немецкую восьмёрку

Все финалы прошли в воскресенье, 9 августа. Советский Союз имел лодки всех семи классов, за ними следовали голландские (шесть дисциплин). Западная Германия, Дания и Польша имели по четыре лодки в финалах. В одиночном соревновании гребцами, занявшими места вне пьедестала, были Мюррей Уоткинсон (Новая Зеландия; четвёртый), Евгений Кубяк (Польша; пятый), и Готфрид Коттман (Швейцария; шестой). В парах без рулевого, американские гребцы Джозеф и Томас Амлонг пришли четвёртыми, тогда как советские гребцы Олег Голованов и Валентин Борейко заняли пятое место.
| Дисциплина | Золото | Золото  | Серебро | Серебро | Бронза | Бронза  |
| ---------- | --- | ------- | --- | ------- | --- | ------- |
| M1x        | СССР · Вячеслав Иванов | 7:05,19 | Нидерланды · Роберт Грун | 7:08,02 | США · Дональд Сперо | 7:08,62 |
| M2x        | СССР · Олег Тюрин · Борис Дубровский | 6:28,90 | Великобритания · Арнольд Кук · Питер Уэбб | 6:30,88 | Швейцария · Мельхиор Бюргин · Мартин Студах | 6:31,60 |
| M2-        | Нидерланды · Эрнст Венеманс · Стевен Блайссе | 6:42,55 | ФРГ Михаэль Шван Вольфганг Хоттенротт | 6:46,46 | Дания · Петер Кристиансен · Ханс Йорген Бойе | 6:49,15 |
| M2+        | ГДР · Петер Горны · Гюнтер Бергау · Карл-Хайнц Даниловски (р)                                                                                    | 7:12,57 | СССР · Леонид Раковщик · Николай Сафронов · Игорь Рудаков (р) | 7:18,90 | Польша · Казимеж Наскренцкий · Мариан Сейковский · Станислав Козера (р)                                                                            | 7:20,89 |
| M4-        | ФРГ Манфред Мисселхорн Альбрехт Мюллер Хорст Эфферц Гюнтер Шроерс                                                                                | 6:15,10 | Дания · Йохн Хансен · Эрик Петерсен · Курт Хельмут · Бьёрн Хаслёв | 6:15,19 | Италия · Романо Сгейц · Фульвио Балатти · Джованни Цукки · Лучано Сгейц                                                                            | 6:17,33 |
| M4+        | СССР · Владимир Евсеев · Анатолий Ткачук · Борис Кузьмин · Виталий Курдченко · Анатолий Лузгин (р)                                               | 6:14,41 | ФРГ Петер Нойзель Бернхард Бриттинг Йоахим Вернер Эгберт Хиршфельдер Юрген Эльке (р)                                                                                       | 6:19,61 | Италия · Ренато Бозатта · Эмилио Тривини · Джузеппе Галанте · Франко Де Педрина · Джованни Спинола (р)                                             | 6:19,97 |
| M8+        | ФРГ Клаус Эффке Клаус Биттнер Карл-Генрих фон Гроддек Ханс-Юрген Валльбрехт Клаус Беренс Юрген Шрёдер Юрген Плагеман Хорст Майер Томас Аренс (р) | 5:50,65 | СССР · Ричардас Вайткявичюс · Антанас Багдонавичюс · Зигмас Юкна · Юрий Суслин · Владимир Стерлик · Витаутас Бредис · Пятрас Карла · Йозас Ягелавичюс · Юрий Лоренцсон (р) | 5:50,67 | Югославия · Ядран Барут · Борис Клавора · Векослав Скалак · Йоже Берц · Алойз Цоля · Марко Мандич · Луциян Клева · Павао Мартич · Зденко Балаш (р) | 5:58,85 |

## Командный зачёт
| Место | Страна         | Золото | Серебро | Бронза | Всего |
| ----- | -------------- | ------ | ------- | ------ | ----- |
| 1     | СССР           | 6      | 4       | 0      | 10    |
| 2     | Германия       | 5      | 3       | 0      | 8     |
| 3     | Нидерланды     | 1      | 2       | 1      | 4     |
| 4     | Дания          | 0      | 1       | 1      | 2     |
| 4     | Чехословакия   | 0      | 1       | 1      | 2     |
| 6     | Великобритания | 0      | 1       | 0      | 1     |
| 7     | Италия         | 0      | 0       | 2      | 2     |
| 7     | Румыния        | 0      | 0       | 2      | 2     |
| 9     | Венгрия        | 0      | 0       | 1      | 1     |
| 9     | Польша         | 0      | 0       | 1      | 1     |
| 9     | США            | 0      | 0       | 1      | 1     |
| 9     | Швейцария      | 0      | 0       | 1      | 1     |
| 9     | Югославия      | 0      | 0       | 1      | 1     |
| Всего | Всего          | 12     | 12      | 12     | 36    |

 Страна — хозяйка соревнований